# Henrik Spans Vej
Henrik Spans Vej er en vej beliggende på Nyholm i København. Vejen er opkaldt efter Henrik Span (1634-1694), der var tilsynsførende på Flådens gamle værft på Bremerholm og i 1690 blev chef for det nye værft på Holmen. Vejen går mellem Spanteloftvej og Bradbænken.

## Flådeværftets beddinger
Hvor vejen ligger i dag, fandtes tidligere de beddinger, som flådeværftet anvendte til nybygning og reparation af skibe. En stabelafløbning på Orlogsværftet er afbildet i Illustreret Tidende i 1909.

## Galionsfiguren fra Dagmar
Udenfor Søofficersskolens bygning står en galionsfigur fra skibet Dagmar. Figuren blev udført i 1886 af arkitekten Wilhelm Dahlerup og forestiller dronning Dagmar, der bærer et dagmarkors på brystet.